# Ottogi
Ottogi (en hangul, 주식회사 오뚜기) es una empresa de alimentos surcoreana con sede en Anyang, Provincia de Gyeonggi.

## Historia
Ottogi fue fundada en mayo de 1969. El primer producto de Ottogi fue Ottogi Curry (curry en polvo) y fue el primer producto de curry hecho en Corea. Ottogi también fabricó sopa, ketchup y mayonesa en 1970, 1971, 1972 respectivamente por primera vez en la historia de Corea. Después de que Ottogi cotizara en el mercado de valores en agosto de 1994, sus ingresos totales excedieron 1 billón de wones (￦) en 2007 y superaron los 2 billones de wones (￦) en 2017. Ottogi estableció una sucursal en China en 1994, una sucursal en Estados Unidos en 2005 y una sucursal de Vietnam en 2007. Ottogi tiene filiales como Ottogi Ramyon Co. Ltd., Ottogi Sesame Mills Co. Ltd., Ottogi Frozen Foods Co. Ltd., etc.

## Negocio principal
Ottogi tiene productos como curry, condimentos, salsa, polvo, HMR, bolsa de retorta, alimentos deshidratados, productos de granos procesados, pescado, productos ganaderos, fideos, ramen, aceites comestibles, especias, té y otros.

## Productos
- Ottogi Curry
- Ottogi Tomato Ketchup
- Ottogi 3 Minutes Meals
- Ottogi Mayonnaise
- Ottogi Cooked Rice
- Jin Ramen
- Ottogi Frozen Pizza
- Ottogi Canned Tuna